# اندیس معدن ۲ (کارون رود)
معدن ۲ (کارون رود) یک اندیس فلزی است که در حوالی شهر اردل استان کهگیلویه و بویراحمد قرار دارد و مادهٔ معدنی موجود در آن، مس است.